# باربارا مولارچیک
باربارا مولارچیک (لهستانی: Barbara Mularczyk؛ زادهٔ ۵ آوریل ۱۹۸۴) بازیگر اهل لهستان است.
از فیلم‌ها یا مجموعه‌های تلویزیونی که وی در آن‌ها نقش داشته‌است، می‌توان به عشق اول و جهان به روایت خانواده کیپسکی اشاره نمود.